# جومورتوف
جومورتوف (به ازبکی: Jumurtov) یک منطقهٔ مسکونی در ازبکستان است که در قره‌قالپاقستان واقع شده‌است. جومورتوف ۲٬۵۷۴ نفر جمعیت دارد.